# NGC 3821
NGC 3821是一个低表面亮度星系、螺旋星系和環星系，位于狮子座，属于獅子座星系團 ，距离地球2.7亿光年。NGC 3821由威廉·赫歇爾于1785年4月26日发现。